# Абдуллин, Тимерьян Габдрахманович
Тимерьян Габдрахманович Абдуллин (16 декабря 1926 — 12 августа 2022) — советский военный микробиолог и эпидемиолог, доктор медицинских наук, профессор, генерал-майор медицинской службы. Начальник НИИ микробиологии МО СССР (1984—1991). Лауреат Государственной премии СССР (1982).

## Биография
Родился 16 декабря 1926 года в селе Туктагулово (ныне — в Туймазинском районе Башкирии).
С 1944 года после окончания школы снайперов, в качестве снайпера стрелковых частей участвовал в Великой Отечественной войне, воевал на Прибалтийском и 4-м Украинском фронтах, за участие в войне и проявленные при этом мужество и героизм был награждён медалью «За отвагу». С 1948 по 1953 год обучался в Военно-медицинской академии имени С. М. Кирова, за отличие в учёбе был удостоен сталинской стипендии. Одновременно с обучением в Военно-медицинской академии имени С. М. Кирова проходил обучение на кафедре английского языка заочного отделения Военного института иностранных языков.
С 1953 года — на научно-исследовательской и руководящей работе в Научно-исследовательском институте микробиологии Министерства обороны СССР: с 1953 по 1954 год — переводчик-референт специальной библиотеки, с 1954 по 1960 год — младший научный сотрудник, с 1960 по 1961 год — научный сотрудник, с 1961 по 1969 год — старший научный сотрудник, с 1969 по 1974 год — заместитель начальника и с 1974 по 1982 год — начальник научного отдела. С 1982 по 1984 год — заместитель начальника этого института по научной работе и с 1984 по 1991 год — начальник НИИ микробиологии МО СССР.
С 1991 года — на научно-педагогической работе в Кировском государственном медицинском университете в качестве профессора, а с 1993 по 1997 год — заведующего кафедрой гистологии, эмбриологии и цитологии, с 1997 года — вновь профессор этой кафедры и член учёного совета этого университета.

### Научно-педагогическая деятельность и вклад в науку
Основная научно-педагогическая деятельность Т. Г. Абдуллина была связана с вопросами в области микробиологии и эпидемиологии, изучения биологии возбудителя чумы, под его руководством в НИИ микробиологии МО СССР было сделано открытие в области генной инженерии, в том числе в молекулярной биологии, основой этого открытия являлось конструирование новых сочетаний различных видов генов в хромосомах, это открытие позволило создать ряд диагностических препаратов и вакцинных штаммов против различных опасных заболеваний, в том числе таких как: чума, сибирская язва, бруцеллёз и туляремия. Под его руководством проводились исследования по наличию собственных плазмид у чумного микроба и определение важнейших признаков возбудителя.
В 1961 году защитил диссертацию на соискание учёной степени кандидата медицинских наук, в 1980 году — доктора медицинских наук. В 1984 году Приказом ВАК СССР ему было присвоено учёное звание профессор. Т. Г. Абдуллин являлся автором более ста научных трудов, двадцать восемь изобретений и двадцать шесть разработок под грифом секретно. В 1982 году закрытым постановлением был удостоен Государственной премии СССР.
Скончался 12 августа 2022 года.

## Награды
- Орден Отечественной войны I степени (1985)
- Орден Трудового Красного Знамени
- Орден Красной Звезды (11.01.1966)
- Орден «За службу Родине в Вооружённых Силах СССР» III степени (1991)
- Медаль «За отвагу» (04.06.1945)
- Медаль «За боевые заслуги» (30.04.1954)
- Медаль «За победу над Германией в Великой Отечественной войне 1941—1945 гг.» (1945)
- Медаль «30 лет Советской Армии и Флота» (1949)
- Государственная премия СССР (1982)[2][3][4][6][7].